# C/2015 D1 SOHO
C/2015 D1 (SOHO) è una cometa periodica: in effetti la cometa potrebbe essersi disgregata totalmente dopo il suo passaggio al perielio per cui solo una nube di polveri seguirebbe l'orbita periodica.
La cometa è stata scoperta il 18 febbraio 2015 dall'astrofilo thailandese Worachate Boonplod esaminando le immagini riprese dallo strumento C3 a bordo della sonda SOHO pubblicate sul sito del NRL proprio allo scopo di permettere a chiunque di scoprire comete. Le comete scoperte tramite la SOHO hanno la particolarità che è possibile conoscere il momento esatto, al secondo, in cui viene annunciata la scoperta di una cometa, in questo caso la scoperta è stata annunciata alle 08:49:51 del 18 febbraio 2015, la cometa scoperta da Boonplod è la seconda delle 3 comete scoperte quel giorno tramite le immagini della SOHO.
Caratteristiche particolari di questa cometa sono di non par parte né delle comete Kreutz che comprendono la grande maggioranza delle comete scoperte dalla SOHO, né di una delle altre tre famiglie di comete (Marsden, Meyer e Kracht) scoperte dalla SOHO, e di essere sopravvissuta al contrario della quasi totalità delle comete appartenenti alle quattro famiglie citate al passaggio al perielio, disgregandosi però poco dopo in una nube di polveri; questa sopravvivenza può essere derivata o da una composizione particolare o dalla maggiore dimensione del suo nucleo, oppure da una combinazione di questi due fattori.